# Warlimpirrnga Tjapaltjarri
Warlimpirrnga Tjapaltjarri (* ca. 1958 östlich von Kiwirrkura, 150 km westlich von Kintore) ist ein australischer Künstler der Aborigines.

## Leben und Werk
Warlimpirrnga Tjapaltjarri wurde im Kulturareal Western Desert als ältestes von sieben Kindern geboren. Er gehört zu den Pintupi Nine, die traditionell als Jäger und Sammler völlig abgeschieden von der Außenwelt in der Nähe des Lake Mackay lebten. 1984 kam die Gruppe (zwei „Mütter“, vier Söhne und drei Töchter) in Kontakt mit anderen Aborigines. Ihre Sprache ist die der Pintupi und sie siedelten sich bei dem Stamm im Gebiet von Kiwirrkura an.
Beeinflusst durch den Kontakt zum modernen Australien, die Künstlerkolonie in Kintore, die Papunya Tula Artist Cooperative und unter dem Einfluss von Geoffrey Bardon begann Warlimpirrnga 1987 mit Acryl auf Leinwand zu malen. Er malt das Land der Tingari, einem Volk aus den Mythen der Traumzeit, in unverwechselbar minimalistischem Stil. 2012 wurden Werke von ihm auf der dOCUMENTA (13) in Kassel ausgestellt. Auch seine Brüder Walala und Tamlik (genannt Thomas) sind bekannte Künstler. Sie werden in Australien „The Last Nomads“ genannt.

## Ausstellungen (Auswahl)
- 2012 dOCUMENTA (13), Kassel
- 1990 l’ete Australien a Montpellier Musée Fabre, Montpellier
- 1989 Mythscapes National Gallery of Victoria, Melbourne